# تفجير مسجد قندوز 2021
في 8 أكتوبر 2021، وقع تفجير انتحاري خلال صلاة الجمعة الأسبوعية في مسجد شيعي بمنقطة سيد آباد في ولاية قندز الأفغانية. ووفقًا لتقدير بعثة الأمم المتحدة للمساعدة في أفغانستان، قُتل وجُرح أكثر من 100 شخص. وحسب مصادر طبية، لقي ما لا يقل عن 55 شخصا حتفهم وأصيب 143 آخرون في الانفجار. يعد هذا الهجوم الأكثر دموية منذ مغادرة القوات الأمريكية والأجنبية أفغانستان في 30 أغسطس.

## الخلفية
منذ أن سيطرت طالبان على أفغانستان في منتصف أغسطس 2021، شن تنظيم الدولة الإسلامية-ولاية خراسان، وهو فرع تنظيم الدولة الإسلامية في أفغانستان، سلسلة من الهجمات. وشملت هذه الهجمات تفجيرا انتحاريا استهدف مطار كابل الدولي، أدّى إلى مقتل 169 أفغانيًا و13 جنديًا أمريكيًا.

## الانفجار
وقع الانفجار خلال صلاة الجمعة الأسبوعية في مسجد جوزار بمنقطة سيد آباد في ولاية قندوز الأفغانية. وذكر شهود عيان أنهم كانوا يصلون وقت الانفجار ولاحظوا العديد من الجثث والدماء على الأرض أثناء إجلاؤهم من المسجد. تم نقل جثث القتلى والمصابين إلى المستشفى القريب. بعد الهجوم، ملأ الدخان مبنى المسجد وارتفع فوق المدينة. وأظهرت الصور ومقاطع الفيديو المنشورة على مواقع التواصل الاجتماعي دماء متناثرة على أرضية المسجد وجدرانه، وجثث الضحايا وسيارات إسعاف وفوضى في موقع الحادث.

## الاصابات
قدر تقييم أولي أجرته بعثة الأمم المتحدة للمساعدة في أفغانستان أن أكثر من 100 شخص قتلوا وأصيبوا في الانفجار. أبلغ مستشفى مقاطعة قندوز عن 35 حالة وفاة وأكثر من 50 إصابة. وأعلنت منظمة أطباء بلا حدود عشرين حالة وفاة. وفقًا لمسؤول بطالبان، كان هناك 100 ضحية، مضيفًا أن معظمهم لقوا حتفهم. وبلغت حصيلة القتلى الرسمية المقدمة لوسائل الإعلام أكثر من 50 قتيلاً، والمصابين 143 شخصًا. خشي مسؤولو الصحة المحليون من ارتفاع عدد القتلى إلى 80.

## المسئولية
أعلن تنظيم الدولة الإسلامية - ولاية خراسان مسؤوليته عن الانفجار. وقال في بيان نشره على قنواته عبر تلغرام، إن انتحاريا من تنظيم "الدولة الإسلامية" "فجر سترته الناسفة وسط جموع الشيعة داخل المسجد خلال صلاة الجمعة. وكشفت مصادر أمنية لوكالة الأنباء الفرنسية أن منفذ الهجوم كان من مسلمي الأويغور الذين تعهدت طالبان بطردهم وإقصائهم استجابة لمطالب الصين. يُعتقد أن معظم مسلمي الأويغور المتشددين في غرب الصين وشرق أفغانستان ينتمون إلى حركة تركستان الشرقية الإسلامية.

## ردود الفعل
أدانت الأمم المتحدة الهجوم، ونشرت عبر موقعها الإلكتروني: «يدين الأمين العام، أنطونيو غوتيريش، بأشد العبارات الهجوم المروع على مسجد قندوز»، مشيرا إلى أن ذلك هو «ثالث هجوم على مؤسسة دينية خلال أقل من أسبوع» في أفغانستان. وأضاف البيان أن «الهجمات التي تستهدف عمدا المدنيين الذين يمارسون حقهم في ممارسة شعائرهم الدينية بحرية هي انتهاكات لحقوق الإنسان الأساسية والقانون الدولي الإنساني. يجب تقديم المعتدين للعدالة».
وقال دوست محمد رئيس جهاز أمن طالبان في قندوز للصحفيين المحليين: «نؤكد لأشقائنا الشيعة أننا سنضمن سلامتهم وأن مثل هذه الهجمات لن تتكرر مرة أخرى».
ووصف المرشد الإيراني، علي خامنئي، انفجار مسجد قندوز، بأنَّه «اعتداء مرّ وأليم»، وأضاف في بيانٍ أصدره، أنه «نتوقع من مسؤولي أفغانستان معاقبة منفّذي هذه الجريمة الكبرى ومنع تكرارها».
واعتبر الرئيس الإيراني، إبراهيم رئيسي، أن التفجير الذي استهدف مسجدا أثناء صلاة الجمعة بولاية قندوز «جريمة تهدف إلى إيجاد التفرقة بين المسلمين».
وقد أدانت الإمارات بشدة التفجير، وأكدت وزارة الخارجية والتعاون الدولي أن دولة الإمارات تعرب عن استنكارها الشديد لهذه الأعمال الإجرامية، ورفضها الدائم لجميع أشكال العنف والإرهاب التي تستهدف زعزعة الأمن والاستقرار وتتنافى مع القيم والمبادئ الإنسانية.
أعلنت وزارة الخارجية القطرية على موقعها الرسمي عن إدانة تفجير مسجد في أفغانستان. وكتبت الوزارة على موقعها: «وتجدد وزارة الخارجية موقف دولة قطر الثابت من رفض العنف والإرهاب مهما كانت الدوافع والأسباب، كما تشدد على رفض دولة قطر التام استهداف دور العبادة وترويع الآمنين».
وقال نيد برايس المتحدث باسم وزارة الخارجية الأمريكية إن الولايات المتحدة تدين بأشد العبارات الهجوم، مؤكدًا أن الشعب الأفغاني يستحق مستقبلًا خال من الإرهاب.